# Rudolf Haufe Verlag
Die Rudolf Haufe Verlag GmbH & Co KG (Auftritt als Haufe Group, seit 16. Juli 2020 als Haufe Group SE) ist eine Unternehmensgruppe mit Sitz in Freiburg im Breisgau und ging aus dem 1951 von Rudolf Haufe gegründeten Verlag hervor. In den vergangenen Jahrzehnten wurden die klassischen Kernbereiche des anfänglich reinen Verlagsgeschäfts abgelöst und zunehmend um digitale und webbasierte Services ergänzt. Zu den bekanntesten Marken der familiengeführten Gruppe gehören die Businessmarken Haufe und Lexware sowie die Haufe Akademie. Sie bieten u. a. Weiterbildungsangebote, digitale Arbeitsplatzlösungen und Dienstleistungen, Fachinformationen und -portale, (Cloud-Computing-)Applikationen, E-Procurement-Lösungen, Online-Communitys, fachbezogene Software sowie Seminare und Beratung zu Personal- und Organisationsentwicklung von Unternehmen.
Das Unternehmen beschäftigte zum Ende des Geschäftsjahres 2021/22 (Stichtag: 30. Juni 2022) mehr als 2.300 Mitarbeitende und erwirtschaftete einen Umsatz in Höhe von 436 Mio. Euro. Zusätzlich arbeiten mehr als 1.000 freie Autoren sowie rund 800 Trainer, Referenten und Coaches für die Haufe Group. Das Unternehmen ist an 13 Standorten in vier Ländern aktiv, darunter in St. Gallen, Barcelona und Timișoara.

## Geschichte

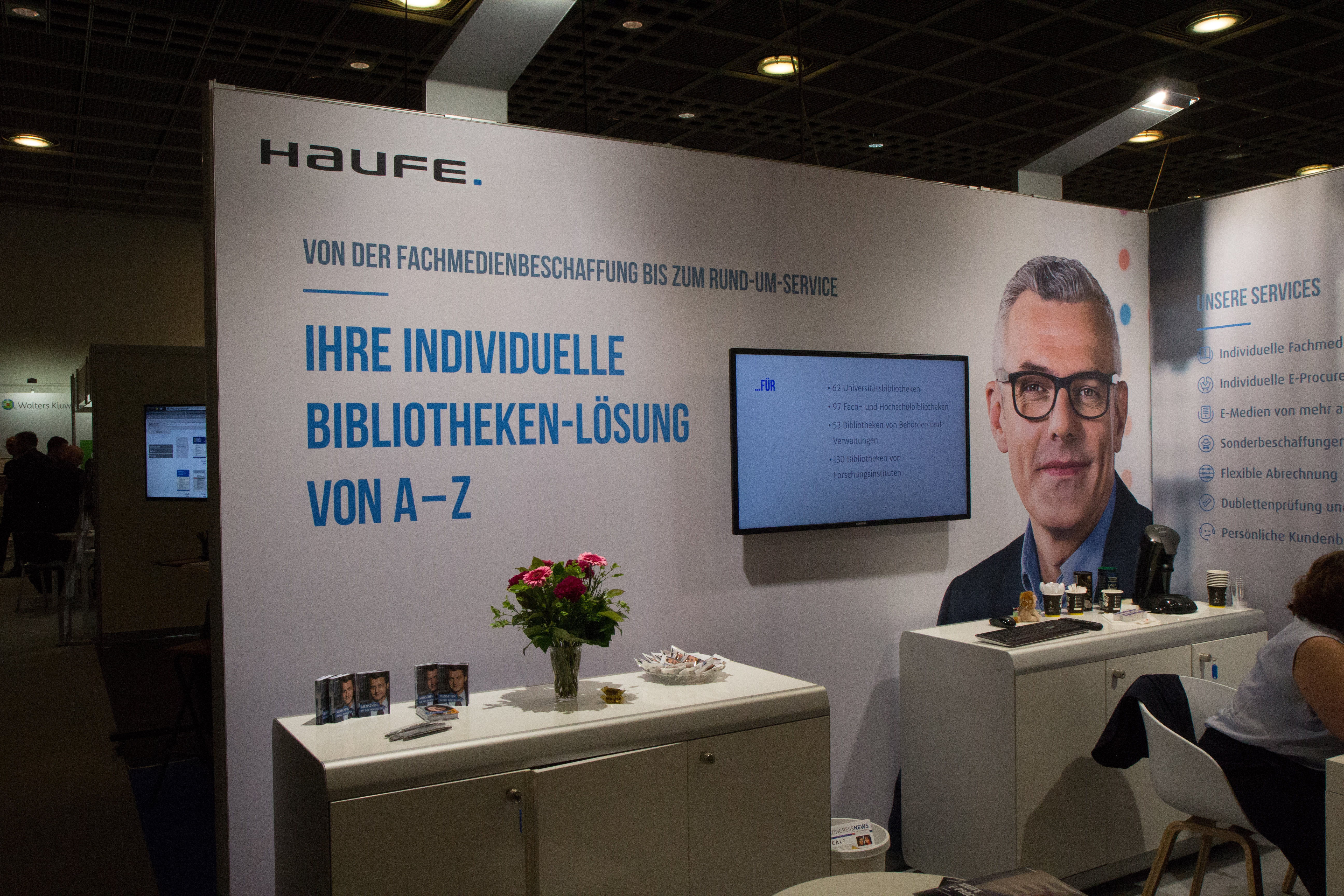
Stand der Haufe-Gruppe auf dem 106. Deutschen Bibliothekartag 2017 in Frankfurt

1951 gründete Rudolf Haufe den Haufe Verlag in Freiburg im Breisgau. Sein Ziel war es, aktuelle und verständliche Publikationen zu den Themen Recht, Wirtschaft und Steuern zu veröffentlichen. Das Geschäft florierte und der Verlag bezog 1967 das erste eigene Verlagsgebäude. Zu dieser Zeit arbeiteten bereits über 100 Beschäftigte im Unternehmen. 1968 wurde der Rudolf Haufe Verlag mit der Loseblattsammlung „Das Personal-Büro in Recht und Praxis“ Marktführer im Bereich der Informationen für die Personalarbeit in Unternehmen.
1977 kam der Verlag Wirtschaft, Recht und Steuern als Tochterunternehmen zum Haufe Verlag dazu. Seitdem spricht man von der Haufe Verlagsgruppe. 1978 erweiterte das Unternehmen sein Angebot um Seminare, die „Haufe Akademie“ wird gegründet. Während zunächst Fachwissen zu den Themen Steuern, Recht und Wirtschaft vermittelt wurde, kamen im Verlauf der 1990er Jahre Seminare zu Führungswissen sowie persönlicher und sozialer Kompetenz hinzu. Im Jahr 1991 fanden erstmals die „Jahres-Tagung Rechnungswesen“ und die „Jahresschluss-Tagung Personalbüro“ statt. Mit dem Aufkommen des Internets in den 1990er Jahren wandelten sich auch die Vorzeichen in Wirtschaft und Gesellschaft. Die bisherigen Grundpfeiler, wie Loseblattwerke und Arbeitshilfen, mussten digitalisiert und auf neue Wege gebracht werden. Deshalb wurde 1993 auch das Start-Up und Softwarehaus Lexware Tochterunternehmen der Haufe Verlagsgruppe.
1994 ging aus einem Joint-Venture der Editions Francis Lefebvre, Paris, mit dem Rudolf Haufe Verlag der Memento Verlag mit Sitz in Freiburg hervor, der bis 2009 bestehen sollte. Im selben Jahr schloss sich der Haufe Verlagsgruppe das Softwarehaus Soft-use an und die Haufe+Kisling Verlag AG mit Sitz in Zürich wurde neu gegründet. Zudem wurde der Würzburger Max-Schimmel-Verlag Teil der Haufe-Verlagsgruppe, indem sich der Rudolf Haufe Verlag mit 50 Prozent an dem Unternehmen beteiligte. Die Haufe Verlagsgruppe wurde in Haufe Gruppe umbenannt. Ende der 1990er Jahre gingen Lexware und Intuit Deutschland eine strategische Allianz ein, infolge derer Lexware das Deutschlandgeschäft von Intuit übernahm. Daraufhin erstellte und vertrieb Lexware Finanz-Software für Privatpersonen und erweiterte das Angebot im Bereich der privaten Steuererklärung.
Zu Beginn des 21. Jahrhunderts wurden erste Onlineangebote, Apps und Internetportale rund um Steuern, Personal und Rechnungswesen entwickelt. Im Jahr 2000 wurde das Haufe Service Center gegründet. 2001 bündelte die Haufe Verlagsgruppe sämtliche Aktivitäten des Buchsektors unter dem Titel „Haufe Publishing“ in Planegg bei München. Zwei Jahre später ergänzten Online-Fachportale das Portfolio der Verlagsgruppe. So beteiligte sich Haufe mit 25 Prozent an Legios, einem Onlineportal für Rechtsexperten. Weiterhin übernahm die Haufe-Gruppe 2003 sekretaria.de, ein Internetangebot für Assistenz und Sekretariat. Die Gruppe erhöhte ihre Beteiligung am Max-Schimmel-Verlag auf 100 Prozent und übernahm die Businesszeitschriften „Acquisa“, „Consultant“, „ProFirma“ und „Wirtschaft&Weiterbildung“ sowie alle angebundenen elektronischen Angebote.
Im Jahr 2004 erfolgte eine Umfirmierung der seit 2003 zur Gruppe gehörenden Max Schimmel Verlag GmbH & Co. KG in Haufe Fachmedia GmbH & Co. KG. Im selben Jahr wurde der Haufe+Kisling Verlag vollständig übernommen und in Haufe BusinessMedia umbenannt, der Sitz des Unternehmens blieb weiterhin in Zürich. Im Jahr darauf erfolgte die Fusion von Haufe BusinessMedia mit der WEKA Holding in der Schweiz. 2006 erfolgte die Übernahme der Sykosch AG, einem Softwarehersteller und Anbieter für Lösungen, Dienstleistungen und Fachinformationen für die Wohnungs- und Immobilienwirtschaft. Ebenfalls in diesem Jahr mündete der Ausbau des Seminarangebots in die Gründung der Haufe Akademie GmbH & Co. KG als eigenständiges Unternehmen.
2009 wurde die DVS-Deutsche Verkaufsleiter Schule GmbH vom Verlag moderne Industrie, ein Tochterunternehmen des Süddeutschen Verlags, durch die Haufe Akademie übernommen und der Verlag Norbert Müller, ein Tochterunternehmen der DVS, im Rahmen des Verkaufs in die Haufe Verlagsgruppe integriert.
2010 wurden die eigenständigen Unternehmen Haufe GmbH & Co. KG und Lexware GmbH & Co. KG mit den Schwesterunternehmen Haufe Fachmedia und dem Verlag Wirtschaft, Recht und Steuern zusammengeführt und firmierten fortan als Haufe-Lexware GmbH & Co. KG. Ebenfalls 2010 wurde in Timișoara (Rumänien) und 2011 auch in Cluj-Napoca die Haufe-Lexware Romania SRL gegründet. Im selben Jahr wurde außerdem die Sykosch AG in die Haufe-Lexware Real Estate AG umfirmiert sowie INPUT – Institut für Personal- und Unternehmensmanagement GmbH mit Sitz in Paderborn von der Haufe Akademie übernommen.
2011 erfolgte die Übernahme der LSL AG (heute: Haufe Discovery GmbH; LSL=Literatur Service Leipzig) mit Standorten in Leipzig und Boston. Zum 31. Dezember 2020 verkaufte der Konzern die Tochtergesellschaft Haufe Discovery wegen Inkompatibilität an die A. Stein’sche Mediengruppe. Beide Standorte, Leipzig und Boston, sollen erhalten bleiben ebenso wie die 45 Arbeitsstellen unter dem künftigen Namen LSL-Literaturservice Stein Leipzig. Weitere Übernahmen folgten 2012: ESS AG, smartsteuer GmbH und Semigator AG (heute: Semigator GmbH). Im selben Jahr beteiligte sich der Konzern an der umantis AG (heute: Haufe-umantis AG). Außerdem gründete die Haufe-Lexware GmbH & Co. KG im selben Jahr die New Times Corporate Communications GmbH, heute Haufe New Times, mit Sitz in München sowie einer Niederlassung in Hamburg. Im selben Jahr übernahm die Haufe Akademie das Qualifizierungsangebot der WestLB Schloss Krickenbeck GmbH. Zudem wurde das Call-Center im Freiburger Hauptbahnhof geschlossen, wodurch 184 Mitarbeiter ihren Arbeitsplatz verloren.
2013 wurden die beiden Tochterunternehmen Haufe-Lexware Real Estate AG und die ESS AG zur Haufe-Lexware Real Estate AG (HLRE) zusammengeführt. Ende 2013 übernahm die Haufe Group den Schäffer-Poeschel Verlag von der Verlagsgruppe Handelsblatt.
Im September 2014 verkaufte Haufe einige seiner Fachmagazine an Weka Media. Im Jahr 2018 übernahm die Haufe Group das Startup Steuerbot aus Stuttgart, das dann 2023 wieder veräußert wurde. Es folgten der Aufbau von zusätzlichen Entwicklungs-Standorten in Cluj-Napoca (2015) und Barcelona (2016) sowie ein Standort in Wien (2018 bis 2021). In dieser Zeit entstehen durch die kulturelle und strukturelle Integration neuer Unternehmen neue Gesellschaften. Seit 2017 agiert die Unternehmensgruppe unter einem Dach: der Haufe Group. 2020 wurde die Haufe Group SE ins Handelsregister eingetragen.
Im Juni 2024 hat die Aareon Group, ein führender Anbieter von SaaS-Lösungen für die Immobilienwirtschaft, die Haufe-Lexware Real Estate AG (HLRE) von der Haufe Group übernommen. Die Haufe Group fokussiert sich mit dem Verkauf der Immobilien Softwaresparte weiterhin auf ihr Kerngeschäft als B2B-Anbieter von integrierten Unternehmens- und Arbeitsplatzlösungen und unterstützt Unternehmen bei Transformationsprozessen mit Content, Software und Weiterbildung.

## Unternehmensstruktur
Zur Haufe Gruppe gehören:
- Rudolf Haufe Verlag GmbH & Co. KG (konsolidierende Obergesellschaft)[1]
- Haufe Group SE (operative Führungsholding)
- Haufe Akademie GmbH & Co. KG
- Haufe-Lexware GmbH & Co. KG
- Schäffer-Poeschel Verlag für Wirtschaft, Steuern, Recht GmbH
- Semigator GmbH
- smartsteuer GmbH
- VCW AG (Beteiligung)

Weitere Beteiligungen der Haufe Gruppe
- I-Zhong International Ltd., Peking und Shanghai, China
- Advolux GmbH, Berlin
- Kontist GmbH, Berlin

Kooperationen
- Deutscher Anwaltverlag, Bonn
- b.b.h. Bundesverband selbständiger Buchhalter und Bilanzbuchhalter, Pleiskirchen (Bundesgeschäftsstelle: Berlin)
- Verlag Dr. Otto Schmidt, Köln

## Die größten Marken der Haufe Group

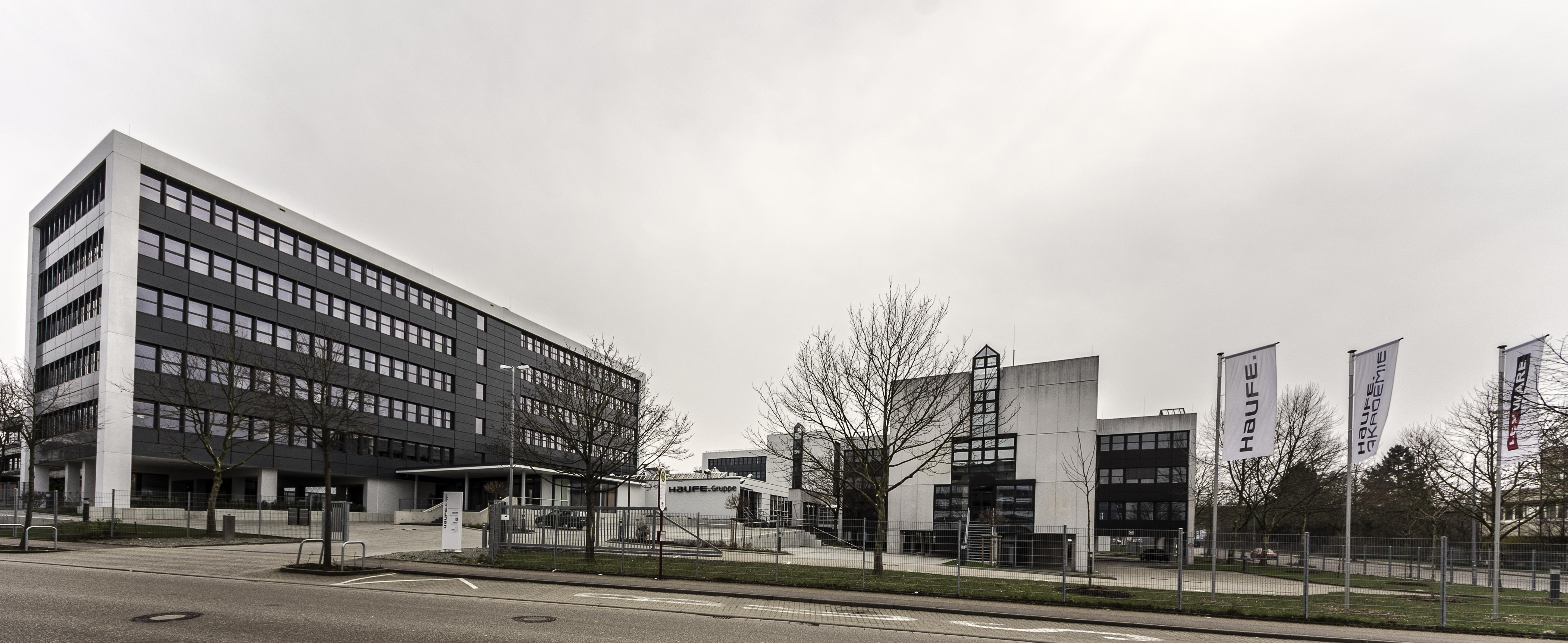
Der Freiburger Stammsitz, Zugang in der Munzinger Straße

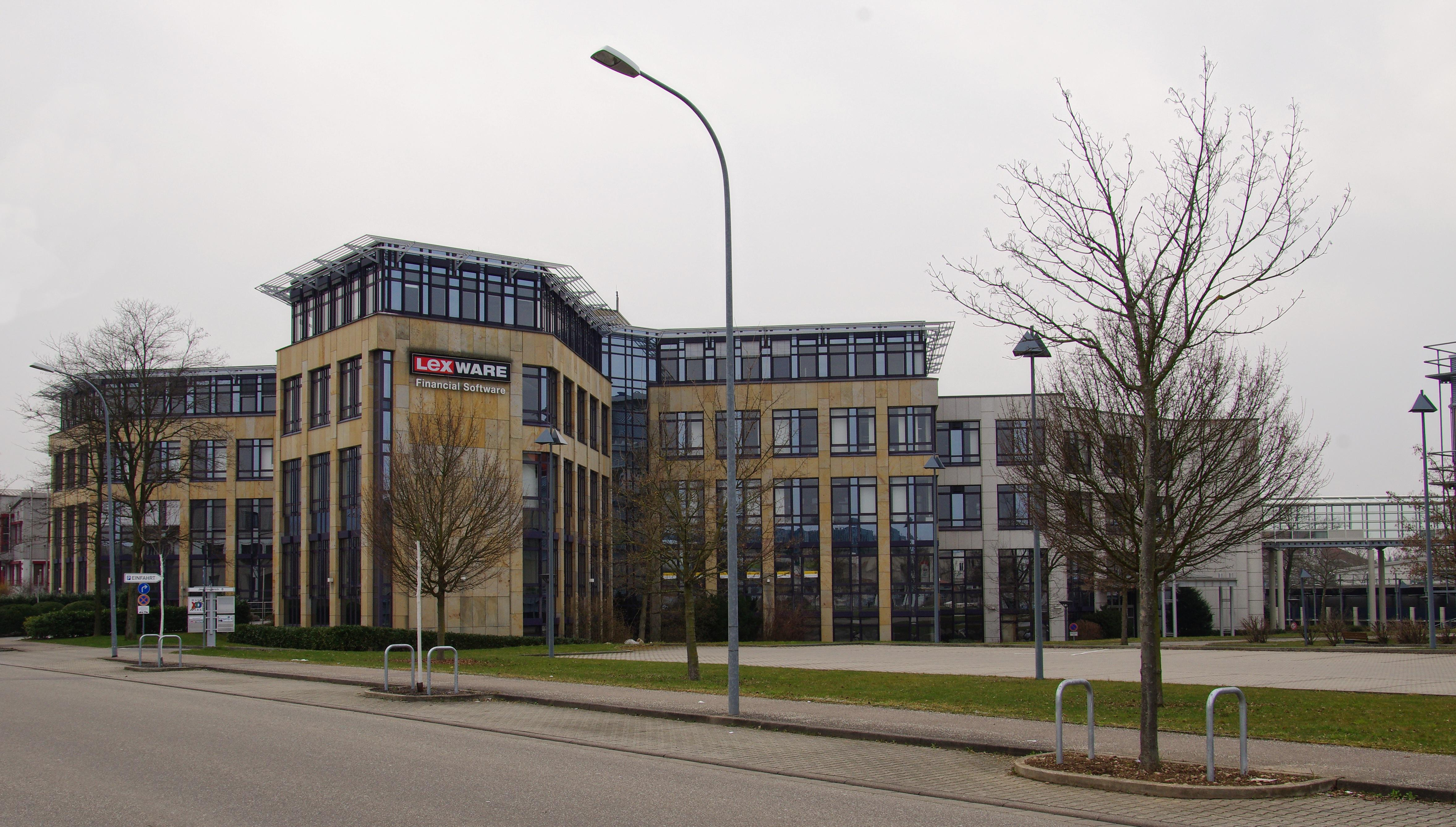
Der Freiburger Stammsitz, Zugang in der Jechtinger Straße

### Haufe
Das Angebotsspektrum der Marke Haufe umfasst Fachinformationen, Applikationen, Services, Dienstleistungen, Online-Communitys und Fachportale sowie Weiterbildungs- und Qualifizierungsmöglichkeiten bis hin zu Angeboten zu Personal- und Organisationsentwicklung. Zielgruppe sind große und mittelständische Unternehmen, Steuerberater und Anwälte, der Öffentliche Dienst, Immobilienverwalter und Wohnungsunternehmen. Nach Unternehmensangaben sind die Lösungen von Haufe bei mehr als 100.000 Unternehmen im Einsatz.

### Haufe Akademie
Die Haufe Akademie GmbH & Co. KG ist ein Anbieter für die betriebliche Qualifizierung von Menschen und Unternehmen. Das Angebot richtet sich an Fach- und Führungskräfte und umfasst Seminare, Trainings, Qualifizierungsprogramme, Lehrgänge, E-Learnings, Tagungen und Kongresse. Unternehmen können zudem Inhouse-Trainings, Managed Training Services, E-Learning-Lösungen oder Consulting-Leistungen buchen. Inhaltlich gliedert die Haufe Akademie ihr Qualifizierungsangebot in die Themen General Management; Betriebswirtschaft, Strategie und Recht; Führung und Leadership, Persönliche und soziale Kompetenz; International Business; Projektmanagement, Prozessmanagement und Change Management; Personalmanagement, Vertrieb, Marketing, Einkauf, Logistik und Außenhandel; Rechnungswesen, Steuern und Finanzen; Controlling; Assistenz und Office-Management sowie TVöD/TV-L und Immobilien.

### Lexware
Die Marke Lexware bietet Standardanwendungssoftware u. a. zu den Themen Finanzbuchhaltung, Lohnbuchhaltung, Anlagenverwaltung, Reisekostenabrechnung und Warenwirtschaft an. Zur Zielgruppe gehören Selbständige, Freiberufler und Unternehmen mit bis zu 50 Mitarbeitern. Laut Eigenangaben setzen rund eine Million Nutzer Software von Lexware ein.

## Weitere Marken der Haufe Group
- Smartsteuer
- Haufe X360
- lexoffice
- VCW Verlag für ControllingWissen AG
- Semigator.de
- Schäffer Poeschel
- Kontist
- Steuerbot

### Haufe Talent, ehemals umantis AG
Die Haufe-umantis AG mit Sitz in St. Gallen in der Schweiz entwickelt und implementiert Software für eine Unterstützung des Human Resources Managements. Sie ist Schweizer Marktführer und einer der führenden Anbieter in Europa für webbasiertes Talent- und Leistungsmanagement.
Das Fundament des Produktportfolios der Haufe-umantis AG bildet die cloudbasierte Lösung „umantis Talent Management“. Die modular aufgebaute Software umfasst die Module Bewerbermanagement, Entwicklung, Zielvereinbarung, Nachfolge, Veranstaltungen, Vergütung und Netzwerk.
Geschichte
2000 gründeten vier Studenten die umantis AG als ein Spin-off der HSG Universität St. Gallen und der ETH Eidgenössische Technische Hochschule Zürich. Der Markenname setzt sich zusammen aus „(h)uman“ für „Mensch“ und „tis“ für „Technik“. 2011 stimmten die Mitarbeiter der umantis AG für die Übernahme des Unternehmens durch die Haufe Gruppe.
2012 übernahm die Haufe Gruppe die umantis AG. Seitdem firmiert diese als Haufe-umantis AG.
2013 trat der CEO Hermann Arnold zurück, um nach eigener Aussage einem für die nächste Wachstumsphase geeigneteren Nachfolger Platz zu machen. Die gesamte Belegschaft stimmte über den neuen CEO ab. Mit einer Mehrheit von 95 % wurde Marc Stoffel gewählt. Noch im selben Jahr stellte sich auch die gesamte Führungsriege zur Wahl. Marc Stoffel wurde wie viele andere als Manager bestätigt; einige wurden neu in eine Führungsposition gewählt und eine Führungskraft wurde abgewählt.
2015 stellten sich erneut alle Führungskräfte zur Wahl. Marc Stoffel wurde mit 85 % Zustimmung ein weiteres Mal bestätigt und blieb bis Dezember 2020 CEO.
Unternehmensphilosophie
Bekanntheit erreichte das Unternehmen unter anderem auch durch seine demokratische Unternehmensführung. Die 150 Mitarbeiter der Haufe-umantis AG entscheiden nicht nur gemeinsam über CEO und Management in einer demokratischen Wahl, sondern bestimmen auch die Unternehmensstrategie und alle Prozesse.
Preise und Auszeichnungen
Seit 2011 führt die IT Forschungs- und Beratungsgesellschaft Gartner umantis – seit 2013 die Haufe-umantis AG – als einzigen deutschsprachigen Anbieter neben SAP im «Magic Quadrant for Employee Performance Management» (heute: „Magic Quadrant for Talent Management Suites“). In den Jahren 2017 und 2020 wurde die Haufe Group als „Digital Transformer Of The Year“ ausgezeichnet.